# Macroretrus singularis
Macroretrus singularis är en skalbaggsart som beskrevs av Louis Albert Péringuey 1908. Macroretrus singularis ingår i släktet Macroretrus och familjen Aphodiidae. Inga underarter finns listade i Catalogue of Life.